# Kjell Westö

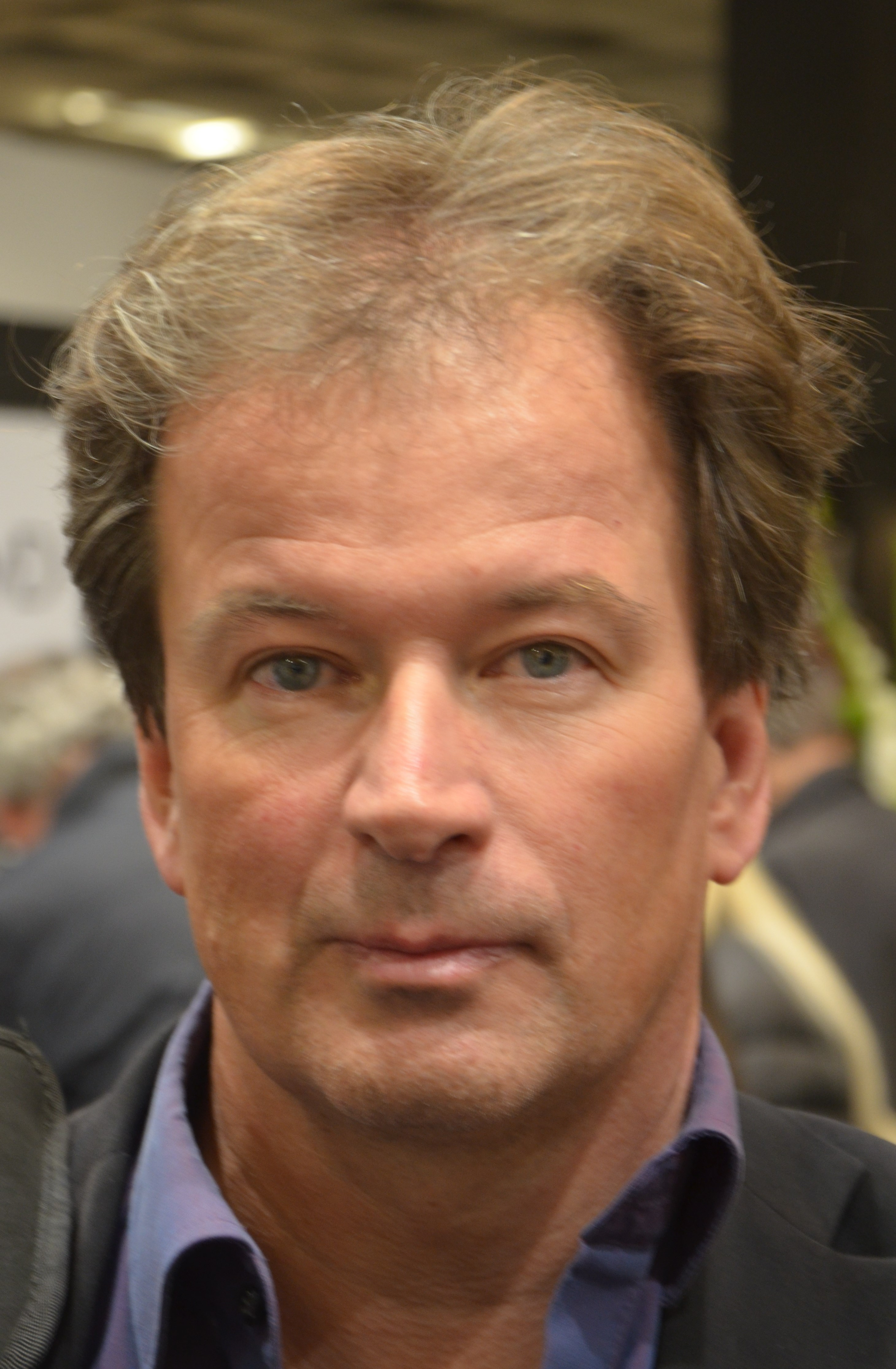
Kjell Westö (2013)

Kjell Anders Westö (* 6. August 1961 in Helsinki, Finnland) ist ein finnlandschwedischer Schriftsteller.

## Leben
Der Finnlandschwede Kjell Westö wurde 1961 in Helsingfors (finnisch Helsinki) geboren. Der Schriftsteller Mårten Westö ist sein jüngerer Bruder. 
Westö studierte an der Schwedischen Sozial- und Kommunalhochschule. Ende der 1980er Jahre debütiert Westö als Dichter und schrieb einige Kurzgeschichten, bevor er 1996 sein Romandebüt mit Drakarna över Helsingfors gab. Ein Jahr später wurde er dafür mit der Danke-für-das-Buch-Medaille ausgezeichnet. Eine Verfilmung des Stoffes folgte 2001 in schwedisch-finnischer Co-Produktion nach einer Inszenierung von Peter Lindholm mit Pirkka-Pekka Petelius und Peter Franzén in den Hauptrollen. Thematisch hat er sich seitdem mit dem ambivalenten Verhältnis zwischen der schwedischsprachigen Minderheit und der finnischsprachigen Mehrheit in Finnland befasst.
In deutscher Sprache erschien erst sein 2000 veröffentlichter zweiter Roman Vådan av att vara Skrake. Nach einer Übersetzung von Paul Berf veröffentlichte der Münchener btb Verlag das Buch unter dem Titel Vom Risiko, ein Skrake zu sein. 2006 wurde ihm der Finlandia-Preis, der als eine der wichtigsten Literaturauszeichnung seines Landes gilt, verliehen.

## Kritik
- Mit seinem Roman „Wo wir einst gingen“ hat der Schriftsteller Kjell Westö ein großes Sittenbild der finnischen Gesellschaft in der ersten Hälfte des 20. Jahrhunderts geschaffen.[1]
- zum Roman „Trugbild“ Kjell Westös Erzählung ist eine städtische und die ganze Gesellschaft umspannende Historie, ein Gegenstück zu Ulla-Lena Lundbergs Mikrogeschichte von der ländlichen Abgeschiedenheit auf Kökar. Doch bei aller Unterschiedlichkeit sind beide von einem ruhigen und tiefen Erzählmodus getragen, einem entschleunigten Blick auf Mensch und Geschichte, wie er für die finnische Literatur und ihre Protagonisten wohl typisch ist.[2]
- Zum Roman: Vom Risiko, ein Skrake zu sein: „Ein großer Roman über das Leben in Finnland des 20. Jahrhunderts“[3].

## Auszeichnungen (Auswahl)
- 2006 Finlandia-Preis für Där vi en gång gått
- 2014 Romanpreis des Schwedischen Radios für Hägring 38
- 2014 Literaturpreis des Nordischen Rates für Hägring 38
- 2014 Aniara-Preis
- 2014 Großer Preis des Samfundet De Nio
- 2017 BMF-Plakette für Den svavelgula himlen
- 2018 Karl-Emil-Tollander-Preis
- 2018 Finnland-Preis der Schwedischen Akademie
- 2020 Svenska Yles litteraturpris für Tritonus

## Werke
Romane
- Drakarna över Helsingfors (1996).
- Vådan av att vara Skrake (2000).
  - Vom Risiko, ein Skrake zu sein. München, btb 2005. ISBN 3-442-75124-1.
- Lang (2002).
  - Das Trommeln des Regens. München, btb 2008. ISBN 978-3-442-73763-5.
- Där vi en gång gått (2006).
  - Wo wir einst gingen. München, btb 2008. ISBN 978-3-442-75197-6.
- Gå inte ensam ut i natten (2009).
  - Geh nicht einsam in die Nacht. München, btb 2013. ISBN 978-3-442-75282-9.
- Hägring 38 (2013).
  - Das Trugbild. Roman. München, btb 2014. ISBN 978-3-442-75431-1.
- Den svavelgula himlen (2017).

Kurzgeschichten
- Utslag och andra noveller (1989)
- Fallet Bruus. Tre berättelser (1992)
- Lugna favoriter (2004)
  - Tante Elsie und mein letzter Sommer. Ausgewählte Erzählungen. München, btb 2006. ISBN 3-442-73433-9
- Sprickor: valda texter 1986–2011 (2011)

Gedichte
- Tango Orange (1986)
- Epitaf över Mr. Nacht (1988)
- Avig-Bön (1989)